# Sphaerellopsis quercuum
Sphaerellopsis quercuum är en svampart som beskrevs av Cooke 1883. Sphaerellopsis quercuum ingår i släktet Sphaerellopsis och familjen Phaeosphaeriaceae.   Inga underarter finns listade i Catalogue of Life.